# ГЕС Shuǐniújiā
ГЕС Shuǐniújiā (水牛家水电站) — гідроелектростанція у центрі Китаю в провінції Сичуань. Знаходячись перед ГЕС Zìyīlǐ, становить верхній ступінь каскаду на річці Huǒxī, лівій притоці Фуцзян, котра впадає праворуч до Цзялін (великий лівий доплив Янцзи). 
В межах проекту річку перекрили кам’яно-накидною греблею із глиняним ядром висотою 108 метрів, довжиною 331 метр та шириною по гребеню 10 метрів. Вона утримує водосховище з об’ємом 143,5 млн м3, в якому припустиме коливання рівня у операційному режимі між позначками 2220 та 2270 метрів НРМ (під час повені до 2272 метрів НРМ). 
Зі сховища ресурс подається через прокладений у правобережному гірському масиві дериваційний тунелю довжиною 9,5 км. Основне обладнання станції становлять дві турбіни потужністю по 35 МВт,які використовують напір у 235 метрів та забезпечують виробництво 211 млн кВт-год електроенергії на рік.